# Deelvonnis
Een deelvonnis is een gedeeltelijk  eindvonnis waarin een einde wordt gemaakt aan een deel van het gevorderde in het dictum. Een deelvonnis kan een interlocutoir vonnis zijn of een eindvonnis, het is dus deels eindvonnis, deels tussenvonnis. Op basis van art. 337 lid 2 Rv kan hoger beroep slechts tegelijk met dat van het eindvonnis worden ingesteld, tenzij de rechter anders heeft bepaald. De termijn voor het instellen van beroep is 3 maanden, te rekenen van de dag van de uitspraak van het vonnis (art. 339 lid 1 Rv). 